# Identità bruciata
Identità bruciata (The Bourne Identity) è una miniserie televisiva in due puntate del 1988 diretta da Roger Young e tratta dal romanzo Un nome senza volto, scritto da Robert Ludlum nel 1980. Tra gli interpreti figurano Jaclyn Smith, Anthony Quayle e Richard Chamberlain nel ruolo protagonista, un'interpretazione che nel 1989 gli valse una nomination al Golden Globe come miglior attore in una miniserie televisiva.
Trasmessa negli Stati Uniti l'8 e 9 maggio 1988 sulla rete ABC, in Italia è andata in onda in prima visione il 27 novembre e il 4 dicembre dello stesso anno in prima serata su Canale 5.

## Trama
Dopo una violenta tempesta, un giovane viene trovato privo di sensi sulla spiaggia di un piccolo villaggio sulla costa francese. Un medico in pensione si prende cura dello straniero, ma quando l'uomo si riprende non riesce a ricordare niente: né il suo nome, né da dove venga. Tutto ciò che ha sono dei violenti flashback che lo tormentano mostrandogli frammenti del proprio passato. Presto si scoprirà che il giovane è in realtà Jason Bourne, killer professionale, e che qualcuno sta cercando disperatamente di eliminarlo.

## Differenze fra il romanzo e la miniserie
La trama della miniserie mostra alcune differenze da quella del romanzo. L'identità sotto copertura di Jason Bourne è semplificata. Nel libro, David Webb finge di essere Jason Bourne, che opera come un assassino chiamato Cain. Nella miniserie, invece, il nome di Cain non è citato. Inoltre Carlos è responsabile della morte di moglie e figlio di Webb, fatto non presente nel romanzo. Nel finale del libro, Carlos fugge grazie alla confusione, mentre nella miniserie è ucciso da David Webb.